# Marius von Mayenburg
Marius von Mayenburg (* 21. února 1972 Mnichov) je německý dramatik, dramaturg, režisér a překladatel. Je známý především svými divadelní hrami, některé z nich byly přeloženy do více než třiceti jazyků a uvedeny v Německu i v zahraničí.

## Život a dílo
Studoval staroněmeckou literaturu na Mnichovské univerzitě (Ludwig-Maxmilians-Universität), od roku 1992 žije v Berlíně, kde v letech 1994-1998 absolvoval studium scénického psaní na Vysoké škole umění (Universität der Künste). V roce 1998 se zúčastnil letní školy tvůrčího psaní v Royal Court Theatre v Londýně.
V roce 1998 zahájil spolupráci s německým režisérem Thomasem Ostermeierem a stal se dramaturgem v jeho divadle Baracke, alternativní scéně divadla Deutsches Theater Berlin. Od roku 1999 je dramaturgem, dramatikem a překladatelem v Schaubühne am Lehniner Platz., od roku 2008 také režisérem. Od roku 2009 se věnuje stále více režii, pravidelně režíruje svou vlastní tvorbu v Schaubühne, od roku 2012 pak hry i mimo Berlín. Jako překladatel se věnuje především dílu Williama Shakespeara. V roce 2008 byla dokončena krátkometrážní adaptace jeho stejnojmenné hry Eldorado. Spolupracoval na scénáři k filmu z roku 2016 (M)učedník a z roku 2018 Paraziták a paradicsomban.
Debutoval v roce 1996 dokumentárním dramatem Haarmann. Jeho první úspěšně uvedenou hrou byla Tvář v ohni (Feuergesicht) z roku 1997. Hra měla premiéru o rok později v mnichovské Kammerspiele, později byla uvedena v Kleistově divadle ve Frankfurtu nad Odrou a v roce 1999 v Deutsches Schauspielhaus v Hamburku. Za text získal v roce 1997 Kleistovu cenu pro mladé dramatiky (Kleist-Förderpreis für junge Dramatiker) a v roce 1998 Cenu frankfurtské autorské nadace (Preis der Frankfurter Autorenstiftung).
Jeho hry byly uvedeny například v Anglii, Austrálii, USA, často se vyskytují i na repertoáru divadel v Česku.

## Divadelní hry - výběr
- Monsterdämmerung, 1997 (Soumrak monster, 2023)
- Feuergesicht,1998 (Tvář v ohni, 2013)
- Parasiten, 2000 (Parasiten, 2001)
- Das kalte Kind, 2002 (Chladné dítě, 2023)
- Haarmann, 2001(Haarmann, 2016)
- Eldorado, 2004 (Eldorádo, 2004)
- Turista, 2005 (Turista, 2008)
- Der Häßliche, 2007 (Ošklivec, 2009)
- Der Hund, die Nacht und das Messer, 2008 (Pes, noc a nůž, 2009)
- Der Stein, 2008 (Kámen, 2009)
- Perplex, 2010 (Perplex, 2011)
- Märtyrer, 2012 (Mučedník, 2014)
- Stück Plastik, 2015 (Živý obraz, 2016)
- Peng, 2017 (Bang, 2017)
- Mars, 2018 (Mars, 2019)
- Nachtland, 2022 (Noční krajina, 2023)

### Knižní vydání her
- Tvář v ohni,1999[10]
- Hry, 2004[11]
- Haarmann, 2004[12]